# Guzargues
Guzargues település Franciaországban, Hérault megyében. Lakosainak száma 497 fő (2022. január 1.). Guzargues Montaud, Assas, Castries, Saint-Mathieu-de-Tréviers és Teyran községekkel határos.

## Népesség
A település népességének változása:
| Lakosok száma | 116  | 149  | 178  | 405  | 513  | 521  | 510  | 502  | 498  | 497  |
|               | 1968 | 1982 | 1990 | 2006 | 2013 | 2015 | 2017 | 2019 | 2020 | 2022 |